# Maison de Nicolas Flamel
La maison de Nicolas Flamel, aussi connue comme « le grand pignon », est une habitation située au 51 rue de Montmorency, dans le 3e arrondissement de Paris.

## Historique
Il s'agit d'une maison que Nicolas Flamel, riche bourgeois parisien, fit construire après la mort de sa femme Pernelle, en 1397, afin d'abriter un commerce au rez-de-chaussée et pour accueillir les pauvres dans les étages, à condition qu'ils fassent leurs prières du matin et du soir en l'honneur du couple. Terminée en 1407 comme l'atteste l'inscription courant en frise au-dessus du rez-de-chaussée, c'est la plus connue des maisons de Flamel et la seule qui existe encore aujourd'hui. S'il est impossible d'assurer qu'elle est la plus ancienne de Paris, elle est assurément la plus ancienne qu'on puisse dater.
Dans son Dictionnaire historique des rues de Paris, Jacques Hillairet estime que la plus ancienne maison de Paris serait non la maison de Nicolas Flamel, mais plutôt le numéro 3 de la rue Volta, qu'il date des alentours de 1300 ; néanmoins des recherches plus récentes montrent que cette maison date en fait des alentours de 1650, faisant de la maison de Nicolas Flamel la plus ancienne connue à ce jour.
La façade de la maison fait l’objet d’un classement au titre des monuments historiques depuis le 23 septembre 1911.
Un restaurant gastronomique, « l'Auberge Nicolas Flamel », appartenant au chef étoilé Alan Geaam, occupe actuellement la maison.

## Description
La façade qui comporte quatre niveaux est dénaturée par des altérations successives, notamment par la restauration intervenue à l'occasion de l'exposition universelle de 1900 (perte du grand pignon qui lui a donné son nom, fenêtres reprises).
La disposition de l'espace intérieur du rez-de-chaussée a été modifiée. Il subsiste cependant trois portes qui permettent de la restituer. Les deux portes latérales correspondaient jadis à des boutiques, tandis que la porte centrale permettait d'accéder aux étages par une cage d'escalier circulaire. Les jambages des portes sont ornés de sculptures gravées dans des cadres en anse de panier. Elles représentent des personnages tenant des phylactères ou assis dans des jardins. La porte centrale est encadrée de quatre anges jouant d'un instrument de musique. Sur deux jambages figurent les initiales de Nicolas Flamel.
Sous la corniche du rez-de-chaussée court l'inscription :

« Nous hōm(m)es et fēm(m)es laboureurs demourans ou porche de ceste maison qui fu f(ai)c(t)ē en lan de grace • Mil quatre cens et sept • sōm(m)es tenus chacū(n) en droit soy dire tous les Jours Une patenostre et • I • ave maria en priant dieu q(ūe) de sa grace face pard(ō)n aus povres pecheurs trespassez • amen • »

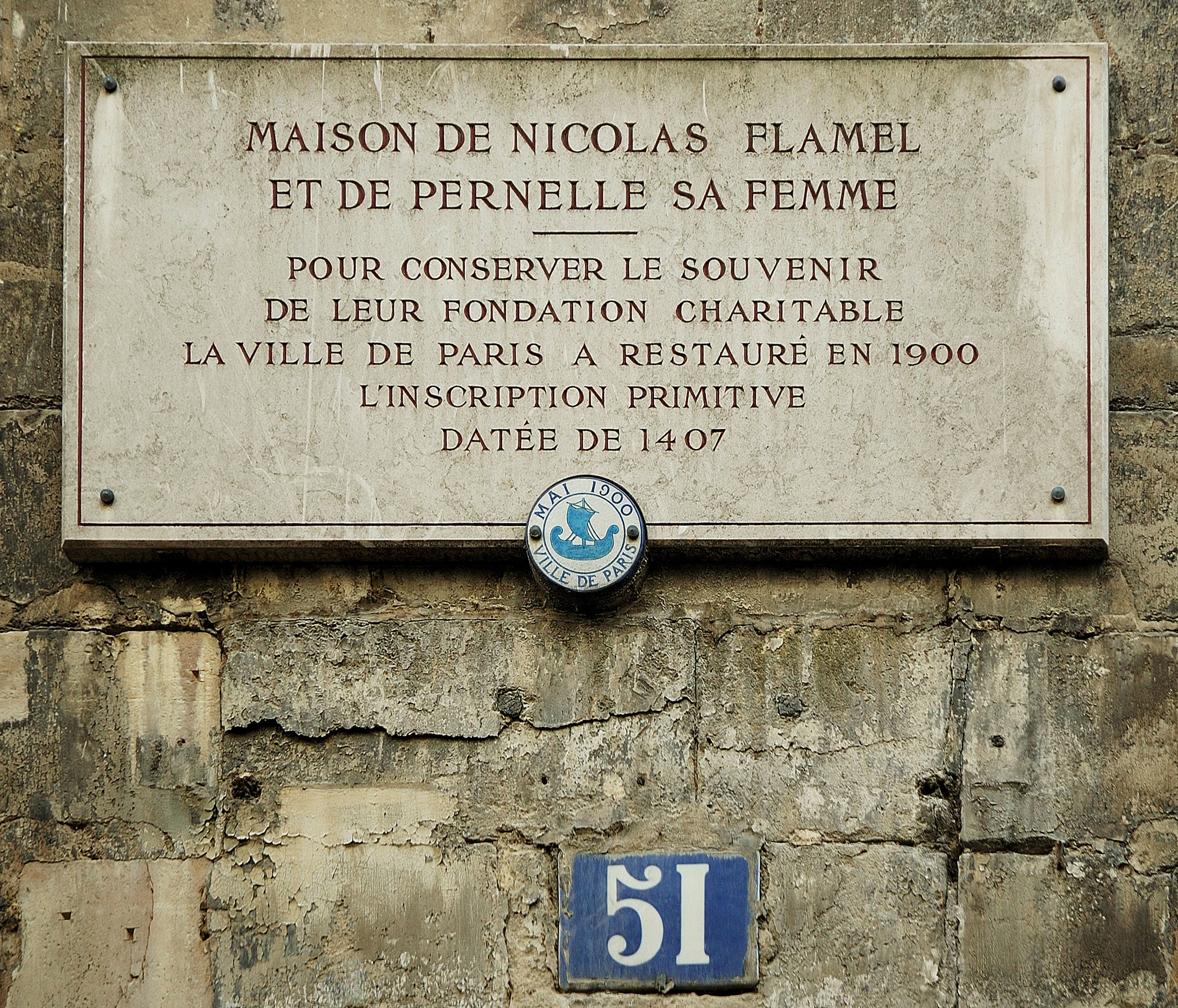
Plaque commémorative.
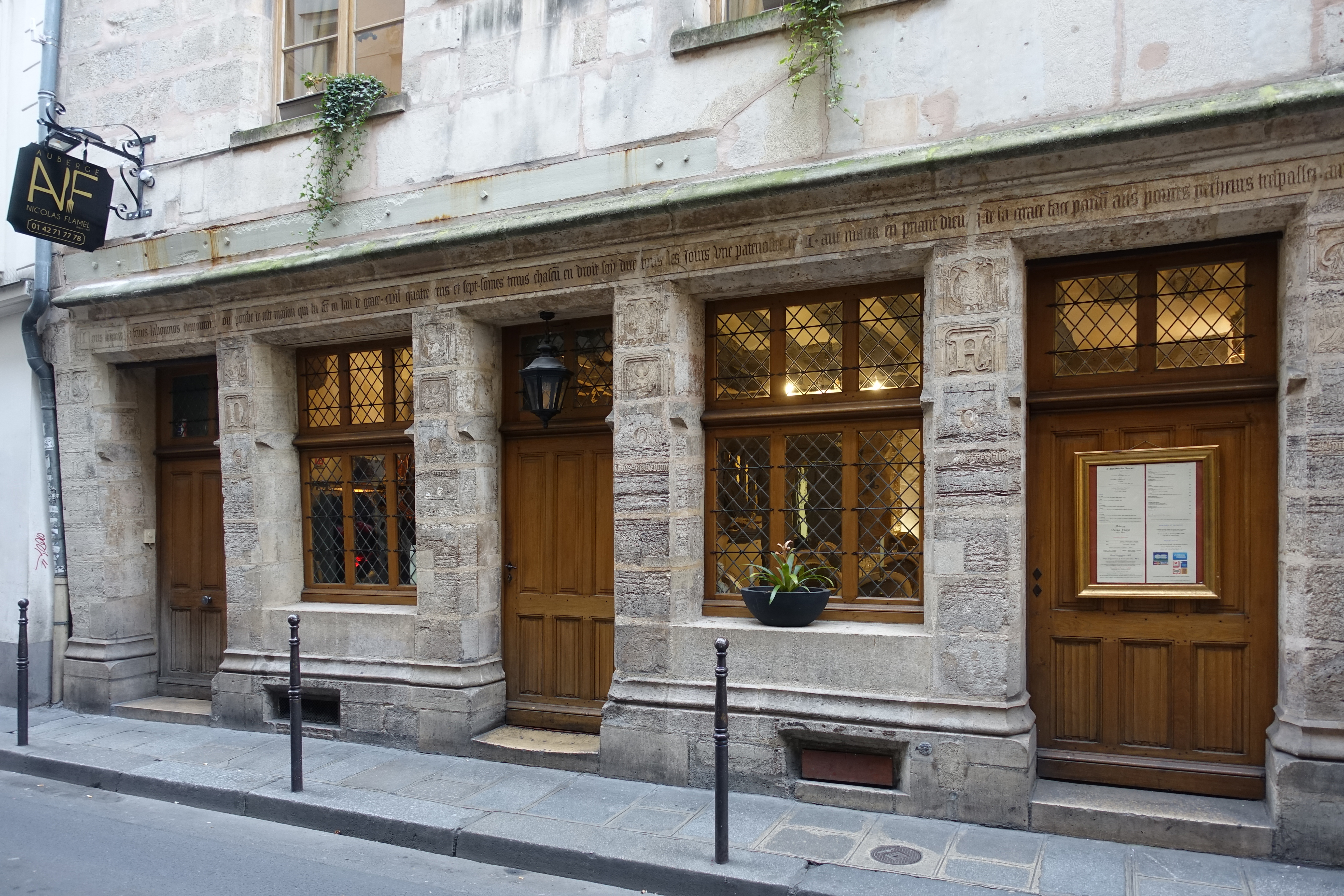
Façade.
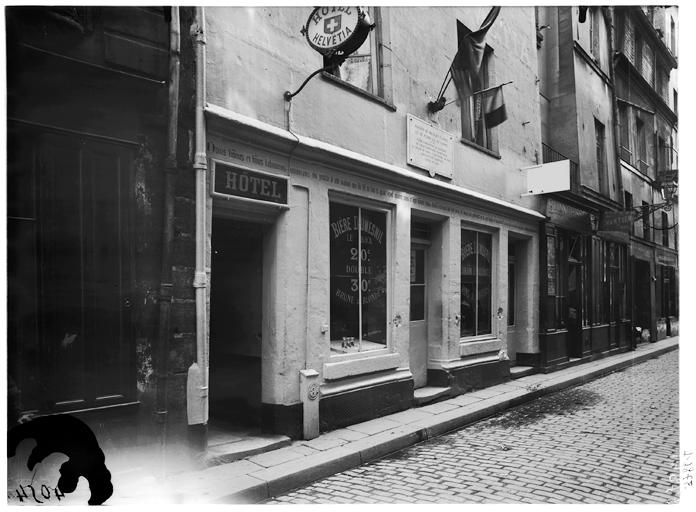
Façade en 1900, photographie d'Eugène Atget.